# 卢仲毅
卢仲毅，浙江黄岩人，中国人民大学物理学系教授，中华人民共和国教育部长江学者特聘教授，现任理学院副院长、物理学系主任，主要从事物理学领域的研究工作。

## 荣誉与奖励
- 2012年，中华人民共和国教育部长江学者特聘教授
- 2015年，获得中国教育部自然科学一等奖
- 2015年，获得中国物理学会叶企孙物理奖
- 2019年，获得中国国家自然科学奖二等奖